# سالفاتوري ايسبوسيتو (لاعب كرة قدم مواليد 2001)
سالفاتوري ايسبوسيتو (بالإنجليزية: Salvatore Esposito)‏ هو لاعب كرة قدم أمريكي في مركز الهجوم، ولد في 16 سبتمبر 2001 في الولايات المتحدة. لعب مع نيو يورك ريد بولز 2.